# Erbkrankheiten in endogamen Populationen
Erbkrankheiten in endogamen Populationen sind ein Phänomen in der Populationsgenetik. Sie treten in Populationen mit relativ kleiner effektiver Größe auf, die sich aufgrund verschiedener Umstände wenig bis gar nicht mit anderen Populationen vermischen, und sind eine Form der Inzuchtdepression. Das Phänomen kann jede kleinere genetisch isolierte Population betreffen, ist aber besonders bei manchen ethnisch, geographisch, kulturell oder religiös abgegrenzten Menschengruppen von Belang, in denen eine überdurchschnittlich hohe Endogamie verbreitet ist.

## Genetischer Hintergrund
Endogamie in kleineren Populationen führt zwangsläufig zu einer Erhöhung des durchschnittlichen Inzuchtkoeffizienten. Dadurch steigt die Wahrscheinlichkeit, dass sich an einem Genlocus zwei identische Allele befinden (Homozygotie). Da die meisten Erbkrankheiten rezessiv vererbt werden, erkrankte Menschen also für die Krankheit homozygot sein müssen, führt die Zunahme des Inzuchtkoeffizienten zu einem häufigeren Auftreten von Erbkrankheiten, als das in einer nicht endogamen Population der Fall wäre.
Die betroffenen Erbkrankheiten sind je nach Population verschieden und hängen mit der individuellen Allelfrequenz in der jeweiligen Population zusammen, die historisch durch den Gründereffekt bedingt ist. Während die meisten in endogamen Populationen häufiger auftretenden Erbkrankheiten auch in der Gesamtbevölkerung vorkommen können, existieren auch Erbkrankheiten, die nur innerhalb einer bestimmten endogamen Population auftreten. Solche Erbkrankheiten gehen auf eine Mutation zurück, die sich erst nach Beginn der genetischen Isolation der Population ereignet hat.
Wenn eine endogame Population einem hohen Selektionsdruck ausgesetzt ist und eine Erbkrankheit schwerwiegende Folgen hat, kann Purging über eine stärkere Auslese die verantwortlichen Allele in manchen Fällen mit der Zeit aus der Population eliminieren. Allerdings kann dieser Effekt durch spezifisch menschliche Fortpflanzungsweisen innerhalb solcher Populationen abgeschwächt werden.

## Gründe für Endogamie
Die Gründe für die auslösende Endogamie sind unterschiedlich: Sie kann geographisch bedingt sein, wenn eine Population beispielsweise auf einer Insel längere Zeit weitgehend isoliert lebt. Bekannte Beispiele dafür sind die Isländer, die Bewohner gewisser Inseln in Kroatien, Bewohner von Martha’s Vineyard, La Réunion, Tristan da Cunha, der Norfolkinsel und der Kapverden. Geographisch isolierte Populationen können auch in abgelegenen Gebieten außerhalb von Inseln vorkommen und entsprechend eine höhere Frequenz von Erbkrankheiten aufweisen. Beispiele dafür existieren unter anderem in Nordschweden und Finnland, Saudi-Arabien, Libanon, Israel, Polen, der Schweiz, Italien, Pakistan, Indien, Iran, Tunesien, Brasilien sowie in den Niederlanden.
Eine weitere Möglichkeit für Endogamie sind religiöse Gründe bei Angehörigen von Religionen mit einer begrenzten Zahl von Anhängern, einer vernachlässigbar kleinen Zahl von Konvertiten und einem Tabu gegen Heiraten mit Menschen, die nicht derselben Religion angehören. Am besten erforscht sind solche Krankheiten bei den Amischen, Mennoniten und Hutterern sowie bei aschkenasischen und sephardischen Juden; Anhaltspunkte für ihre Existenz bestehen unter anderem auch bei Mormonen.
Schließlich kann Endogamie auch kulturell bedingt sein, beispielsweise innerhalb einer Sprachgruppe mit relativ wenig Sprechern und geringer Vermischung mit umgebenden Sprachgruppen. Beispiele für solche kulturellen Gruppen mit endogam bedingten Erbkrankheiten sind die Basken in Frankreich und Spanien, eine Teilgruppe der türkischstämmigen Migrationspopulation in den Niederlanden, sowie die französischsprachigen Kanadier in Québec. Ein Beispiel für innerfamiliäre Endogamie ist die historisch bekannte Habsburger Unterlippe, der die Erbkrankheit der Progenie zugrunde lag, und die als Folge jahrhundertelanger Verwandtenheiraten sich über Generationen verstärkte und mindestens von 1440 bis 1705 Teil des dominanten Familienerbguts gewesen ist. Daraus hat Hans-Joachim Neumann geschlossen, dass es sich um einen autosomal-dominanten Erbgang gehandelt hat.